# Вулиця Олеся Гончара (Мелітополь)
Вулиця Олеся Гончара — вулиця в Мелітополі. Йде паралельно проспекту 50-річчя Перемоги від Селянської вулиці до вулиці Гоголя.

## Назва
Вулиця названа на честь українського письменника Олеся Гончара, який неодноразово бував в Мелітополі.

## Історія
Вулиця згадується в 1923 році як вулиця Максима Горького на Червоній Гірці.
17 червня 1929 перейменована на Червонофлотську.
21 жовтня 1965 року ділянка вулиці від будинка № 76 до кінця була виділена в окрему вулицю Желєзнякова (теперішня Козацька вулиця).
В 2016 році в ході декомунізації вулиця була перейменована на честь Олеся Гончара.
7 квітня 2023 року, під час Російського вторгнення в Україну, російська окупаційна влада Мелітополя видала наказ про повернення вулиці назви Червонофлотська.